# Alexandra Holden
Alexandra Holden (Northfield (Minnesota), 30 april 1977) is een Amerikaanse actrice.

## Carrière
Holden begon in 1996 met acteren in de televisieserie Mr. Rhodes, waarna zij nog meerdere rollen speelde in televisieseries en films. Zij is onder anderen bekend van haar rol in Drop Dead Gorgeous (1999), Friends (2000), The Hot Chick (2002), Dead End (2003), Friday Night Lights (2007), Franklin & Bash (2011) en Rizzoli & Isles (2012-2014). 

## Filmografie

### Films
- 2022 Other Monsters - als Laura
- 2015 Always Watching: A Marble Hornets Story - als Rose
- 2015 Loaded - als April
- 2014 Zoe Gone - als Alicia Lynne
- 2013 In a World... - als Jamie
- 2011 Let Go - als Kelly
- 2011 Lovely Molly - als Hannah
- 2010 Healing Hands - als Natasha Waverly
- 2009 The Eastmans - als Candy
- 2009 Post Grad - als knap funky meisje
- 2008 Dark Reel - als Scarlett May
- 2008 The Frequency of Claire - als Claire
- 2007 All the Days Before Tomorrow - als Alison
- 2006 A Dead Calling - als Rachel Beckwith
- 2006 Mind Games - als Jamie
- 2006 Wasted - als Amber
- 2006 Special - als Maggie
- 2005 Peep Show - als Sophie
- 2005 Everything You Want - als Jessica Lindstrom
- 2005 Window Theory - als Kate
- 2003 Purgatory Flats - als Sunny Burkhardt
- 2003 How to Deal - als Scarlett Smith
- 2003 Moving Alan - als Dee Dee
- 2003 Dead End - als Marion Harrington
- 2003 The Afterlife - als Bree Franklin (stem)
- 2002 The Hot Chick - als Lulu
- 2002 Four Reasons - als verpleegster
- 2002 American Gun - als Mia
- 2002 Wishcraft - als Samantha Warren
- 2001 Uprising - als Frania Beatus
- 2001 Sugar and Spice - als Fern Rogers
- 1999 Drop Dead Gorgeous - als Mary Johanson
- 1999 EDtv - als studente
- 1999 Guinevere - als meisje
- 1998 Dancer, Texas Pop. 81 - als Vivian
- 1997 In & Out - als Meredith
- 1997 The Last Time I Committed Suicide - als Vicky

### Televisieseries
Uitgezonderd eenmalige gastrollen.
- 2012-2014 Rizzoli & Isles - als Lydia Sparks - 6 afl.
- 2011 Franklin & Bash - als Debbie Wilcox - 5 afl.
- 2007 Friday Night Lights - als Suzy - 5 afl.
- 2000 Friends - als Elizabeth Stevens - 5 afl.
- 2000 Once and Again - als Cassidy - 2 afl.
- 1997 Cracker - als Debbie - 2 afl.
- 1996-1997 Mr. Rhodes - als Dani Swanson - 3 afl.

- Biblioteca Nacional de España: XX1714054
- Bibliothèque nationale de France: cb155910584 (data)
- Gemeinsame Normdatei: 101200418X
- International Standard Name Identifier: 0000 0001 1944 3301
- Library of Congress Control Number: no2005112386
- MusicBrainz: 4ed2af81-62d1-4100-8de4-2ded96535805
- SNAC: w6kh3x5t
- Virtual International Authority File: 5248691
- WorldCat: E39PBJfCDxXgjCRwM3vyyxBXVC